# Sanjaq d'Alexandreta

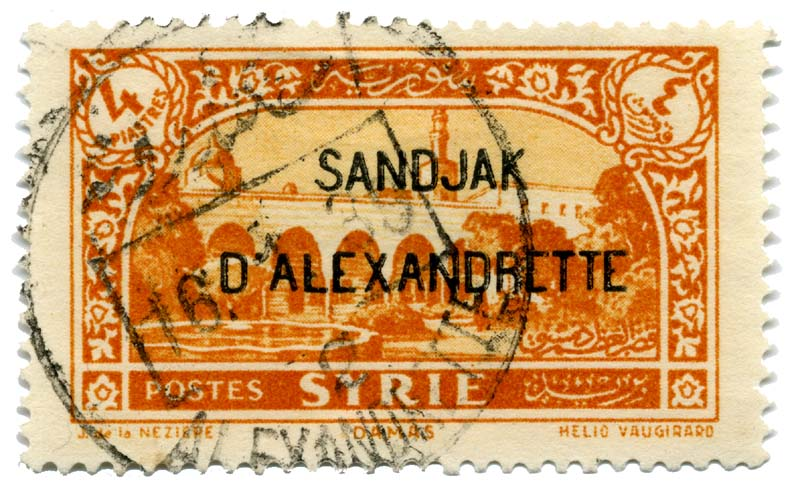
Segell

El sanjaq d'Alexandreta fou una un sanjaq autònom sota administració francesa centrat en la ciutat d'Alexandreta que va existir entre el 29 de novembre de 1937 i 6 de setembre de 1938.

## Antecedents
El sandjak d'Antioquia, que incloïa Iskandarun (turc Iskenderun) i Kirik Khan, era part de la wilaya o província d'Alep sota l'Imperi Otomà i tenia uns 120.000 habitants. En acabar la I Guerra Mundial, amb la partició de l'Imperi Otomà Alep fou ocupat pels francesos i el 27 de novembre de 1918 van assolir l'administració del sandjak, rebatejat sandjak d'Alexandreta, dins la wilaya d'Alep (1919). Alep va formar un dels estats del mandat francès a Síria i el sandjak va obtenir una limitada autonomia concretada en el fet que funcionaris turcs treballarien per a l'administració i el turc seria una de les llengües oficials (1920), ja que un terç de la població era turca. El 28 de juny de 1922 els estats d'Alep, Damasc i dels Alauites es van unir en la Unió de Síria (o dels estats del Llevant) i el 23 de setembre de 1923 el sandjak fou inclòs dins l'estat d'Alep (tot i que la meitat de la població àrab del sandjak era alauita). Turquia va acceptar a desgrat que el sandjak d'Antioquia fos inclòs en el mandat de la Lliga de les Nacions o Societat de Nacions per ser administrat per França, i a mitjans de la dècada de 1930 ja no demanava la reintegració a Turquia.

## Inclusió a Síria
L'1 de gener de 1925 el sandjak fou inclòs al nou Estat de Síria format per la unió de l'Estat d'Alep i l'Estat de Damasc amb autonomia administrativa i financera; els sandjak prenia part a les eleccions legislatives sirianes i els seus diputats tenien un lloc a la cambra de Damasc; fins i tot alguns diputats foren ministres d'economia. L'intent de formar un estat separat (març a juny de 1926) no va tenir suport francès i no va prosperar.
Des de 1928 la població turca va començar activitats autonomistes: inicialment culturals com la fundació d'un club esportiu turc, però posteriorment polítiques. El 1933 es van començar a veure escrits en caràcters llatins (que havien estat adoptats a Turquia) i banderes de Turquia. El 1934 les dues comunitats es van fer boicot una als productes de l'altra. El 26 de març de 1934 la visita d'un alt funcionari turc a Antioquia va portar manifestacions pro-Turquia; es va celebrar la festa nacional turca i les banderes turques es van desplegar arreu. El 7 de juliol de 1936 manifestants turcs d'una banda, i àrabs i armenis de l'altra, es van enfrontar als carrers d'Antioquia.
Llavors Ataturk va inventar el nom Hatay pel sandjak i va portar el cas a la Societat de Nacions assegurant que s'estava produint un cas de neteja ètnica contra els turcs amb restricció de l'ús de la llengua i de la utilització de funcionaris ètnicament turcs. Les negociacions del tractat franco-sirià que es va signar el 9 de setembre de 1936 i les declaracions de Hashim al-Atasi fetes a Ankara el 23 de setembre de 1936, confirmant que la Síria independent mantindria l'autonomia del sandjak, va produir a Turquia una gran commoció, ja que deixava el camí obert perquè una forta comunitat turca quedés sota domini d'un estat no turc en exclusiva.

## Separació de Síria i constitució de la República de Hatay
Les eleccions del 20 de maig de 1937 van permetre saber que el 47% de la població era turca després d'una intensa emigració encoratjada per Turquia als darrers anys. En endavant Turquia va utilitzar diverses estratagemes per augmentar el percentatge al 55%, per mitjà de la violència o moviments de població. Les converses entra França i Turquia van portar el 29 de maig de 1937 a l'acord de Ginebra que establia la separació del sandjak de Síria. El 29 de novembre de 1937 el sandjak fou separat administrativament de Síria tot i que la cambra siriana no havia aprovat l'acord.
A petició de la societat, es va preparar una constitució pel sandjak Hatay que van redactar representants de França, Regne Unit, Països Baixos, Bèlgica i Turquia, que va constituir Alexandreta en un sandjak autònom amb el nom de Sandjak d'Alexandreta.
S'hauria de celebrar un referèndum i per tranquil·litzar Turquia i garantir la seva neutralitat en cas d'una nova guerra, el govern francès d'Édouard Daladier va deixar entrar al sandjak a l'exèrcit turc que es va encarregar del cens electoral; això va donar un 63% d'electors turcs. La constitució fou adoptada el 6 de setembre de 1938 i es va constituir l'Estat de Hatay.

## Governants[3]

### Governadors militars francesos
- Mathiot 1918
- Malinjoud 1918-1919
- Capdejelle 1919-1920

### Administrador civil
- Édouard Brémond 1918-1921
- Part de l'estat d'Alep 1921-1923

### Delegats a Alexandreta de l'Alt Comissionat (dins de l'estat d'Alep)
- Pierre Durieux 1923-1937
- Mentque (interí) 1937
- Roger Garreau 1937-1938
- Philibert Collet 1938-1939

### Prefectes sirians
- Husni al-Barazi 1936-1938
- Aladdin Bey 1938

### Cap d'estat (Hatay Devleti Reisi) i primer ministre
- 1938 - 1939 Tayfur Sökmen (cap d'estat)
- 1938 - 1939 Abdurrahman Melek (primer ministre)
- A Turquia 1939